# Thames Head

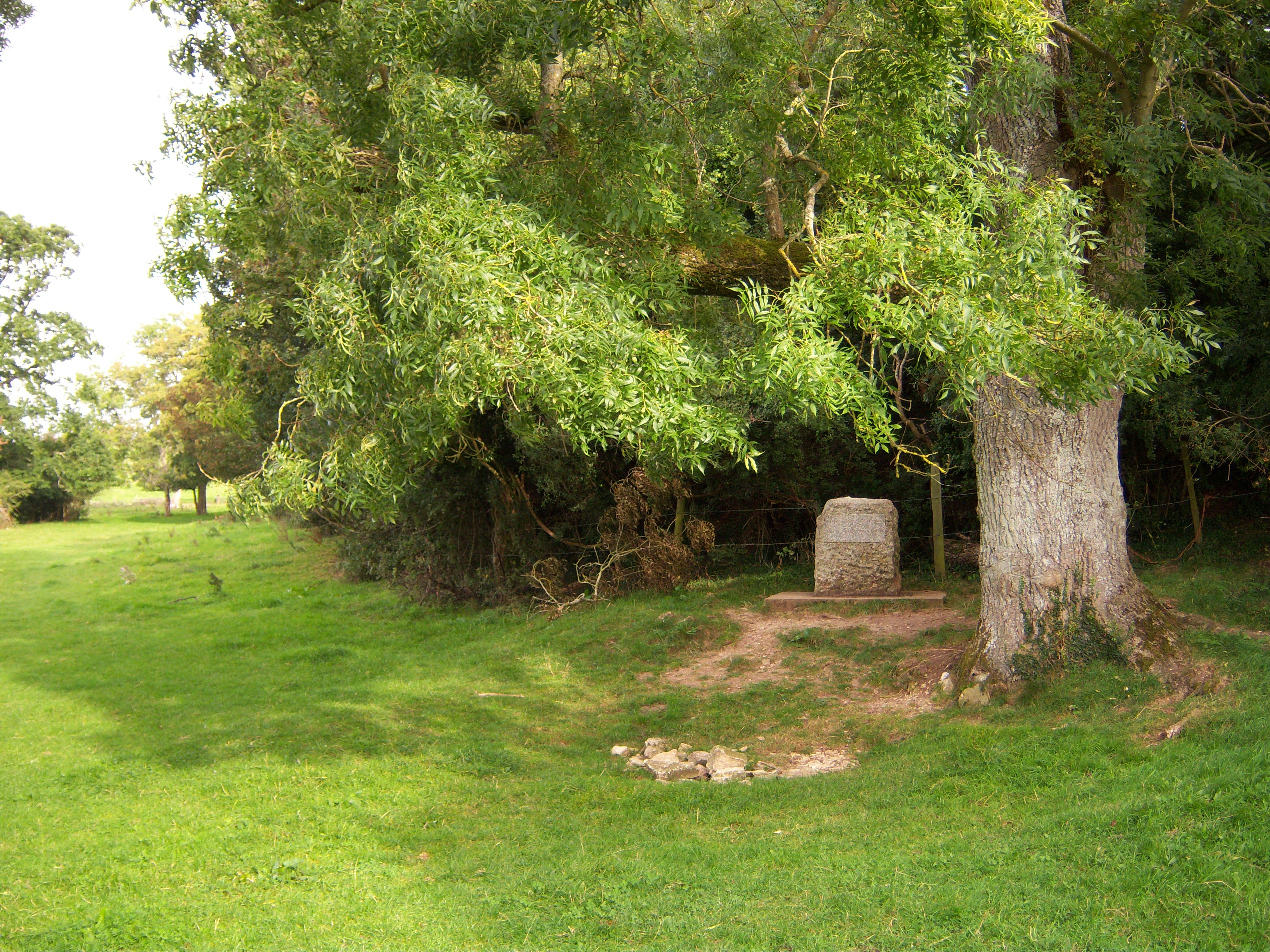
Die offizielle Quelle der Themse. Trocken zur Zeit der Aufnahme. Die Themse wäre ansonsten in Richtung des Fotografen geflossen.

Der Thames Head ist ein Ort in Gloucestershire, der gewöhnlich als Quelle der Themse angesehen wird. Die Quelle liegt nördlich des Ortes Kemble auf einer Höhe von 110 m über dem Meeresspiegel. 
Der Anspruch auf die Quelle der Themse ist umstritten. Die Environment Agency und die Ordnance Survey sehen die Quelle nahe Trewsbury Mead. Die Quelle wird auch bei Seven Springs östlich in der Nähe von Cheltenham angegeben, dort liegt die Quelle des Churn, eines Nebenflusses der Themse, der bei Cricklade in diese mündet.
Eine Säule markiert die Quelle der Themse, die in einem kleinen Steinbecken liegt. Dieses ist bis auf sehr feuchte Winter trocken.